# Ойген фон Бьом-Баверк
Ойген фон Бьом-Баверк (на немски: Eugen von Böhm-Bawerk) е австрийски икономист от Австрийската школа.

## Биография
Роден е на 12 февруари 1851 година в Брюн, Австрийска империя, където баща му е помощник-губернатор на Моравия. Учи право във Виенския университет, а след това политически науки в Хайделбергския, Лайпцигския и Йенския университет, като се дипломира през 1872 година.
Убеден последовател на Карл Менгер, той става преподавател във Виенския и Инсбрукския университет и публикува труда си „Капитал и лихва“. От 1889 година е и съветник във финансовото министерство на Цислейтания, като на три пъти – през 1895, 1897 – 1898 и 1900 – 1904 година го оглавява.
Ойген фон Бьом-Баверк умира на 27 август 1914 година в Крамзах, Австро-Унгария, на 63-годишна възраст.

## Избрана библиография
- Kapital und Kapitalzins. Wagner, Innsbruck, 1884.
- Macht oder Ökonomisches Gesetz? In: Zeitschrift für Volkswirtschaft, Sozialpolitik und Verwaltung. Band 23 (1914), S. 205–271 (дигитализация).
- Gesammelte Schriften. Herausgegeben von Franz X. Weiss, Wien, 1924 (дигитализирана в archive.org).